# Mercedes-Benz R129
De Mercedes-Benz W129 serie (officieel bekend als R129) werd geproduceerd van 1989 tot 2001. In totaal werden er zo'n 213.000 exemplaren gemaakt. De R129 verving de R107 in 1989 en werd opgevolgd door de R230 in 2001.

## Modellen
| Model    | BM Code | Motor   | Vanaf BJ | tot BJ        |
| -------- | ------- | ------- | -------- | ------------- |
| SL280    | 129.058 | 104.943 | 1993     | 1997          |
| SL280    | 129.059 | 112.925 | 1998     | 2002          |
| 300SL    | 129.060 | 103.984 | 1989     | 1993          |
| 300SL-24 | 129.061 | 104.981 | 1989     | 1993          |
| SL320    | 129.063 | 104.991 | 1994     | 1998 9159 rpm |
| SL320    | 129.064 | 112.943 | 1998     | 2002          |
| 500SL    | 129.066 | 119.960 | 1989     | 1992          |
| 500SL    | 129.067 | 119.972 | 1993     | 1993          |
| SL500    | 129.067 | 119.972 | 1994     | 1995          |
| SL500    | 129.067 | 119.982 | 1996     | 1998          |
| SL500    | 129.068 | 113.961 | 1999     | 2002          |
| 600SL    | 129.076 | 120.981 | 1993     | 1993          |
| SL600    | 129.076 | 120.981 | 1994     | 1995          |
| SL600    | 129.076 | 120.983 | 1996     | 2002          |

## Motoren
In 1989 waren er drie verschillende motoren leverbaar:
- 300SL met een M103 3.0 Liter 12-klepper SOHC 6 cilinder lijnmotor met 140kW (190pk) bij 5700 tpm.
- 300SL-24 met een M104 3.0 Liter 24-klepper DOHC 6 cilinder lijnmotor met 170kW (231pk) bij 6300 tpm.
- 500SL met een M119 5.0 Liter 32-klepper DOHC V8 met 240kW (326pk) bij 5500 tpm.

Vanaf juli 1992 werd daaraan toegevoegd:
- 600SL met een M120 6.0 Liter 48-klepper DOHC V12 met 289kW (389pk) bij 5200 tpm.

In de eerste bouwjaren bestond keuze uit een 5-gang handschakeling, een 4-gang automaat of een 5-gang automaat (alleen 300SL-24). 
|
In de herfst van 1993 werden de namen en modellen opnieuw ingedeeld.
De 300SL werd vervangen door de:
- SL280 met een M104 2.8 Liter 24-klepper DOHC 6 cilinder lijnmotor met 145kW (197pk) bij 5500 tpm.
- SL320 met een M104 3.2 Liter 24-klepper DOHC 6 cilinder lijnmotor met 161kW (219pk) bij 5500 tpm.

Alleen de SL280 was nog leverbaar met een handgeschakelde versnellingsbak. De V8 en V12 modellen behielden dezelfde motoren maar hun naam veranderde in SL500 en SL600 (voorheen 500SL en 600SL).
|
Eind 1998 werden de motoren nogmaals gewijzigd:
- SL280 met een M112 2.8 Liter 18-klepper SOHC V6 met 150kW (204pk) bij 5700 tpm.
- SL320 met een M112 3.2 Liter 18-klepper SOHC V6 met 165kW (224pk) bij 5600 tpm.
- SL500 met een M113 5.0 Liter 24-klepper SOHC V8 met 225kW (306pk) bij 5600 tpm.

De V12 motor bleef onveranderd.

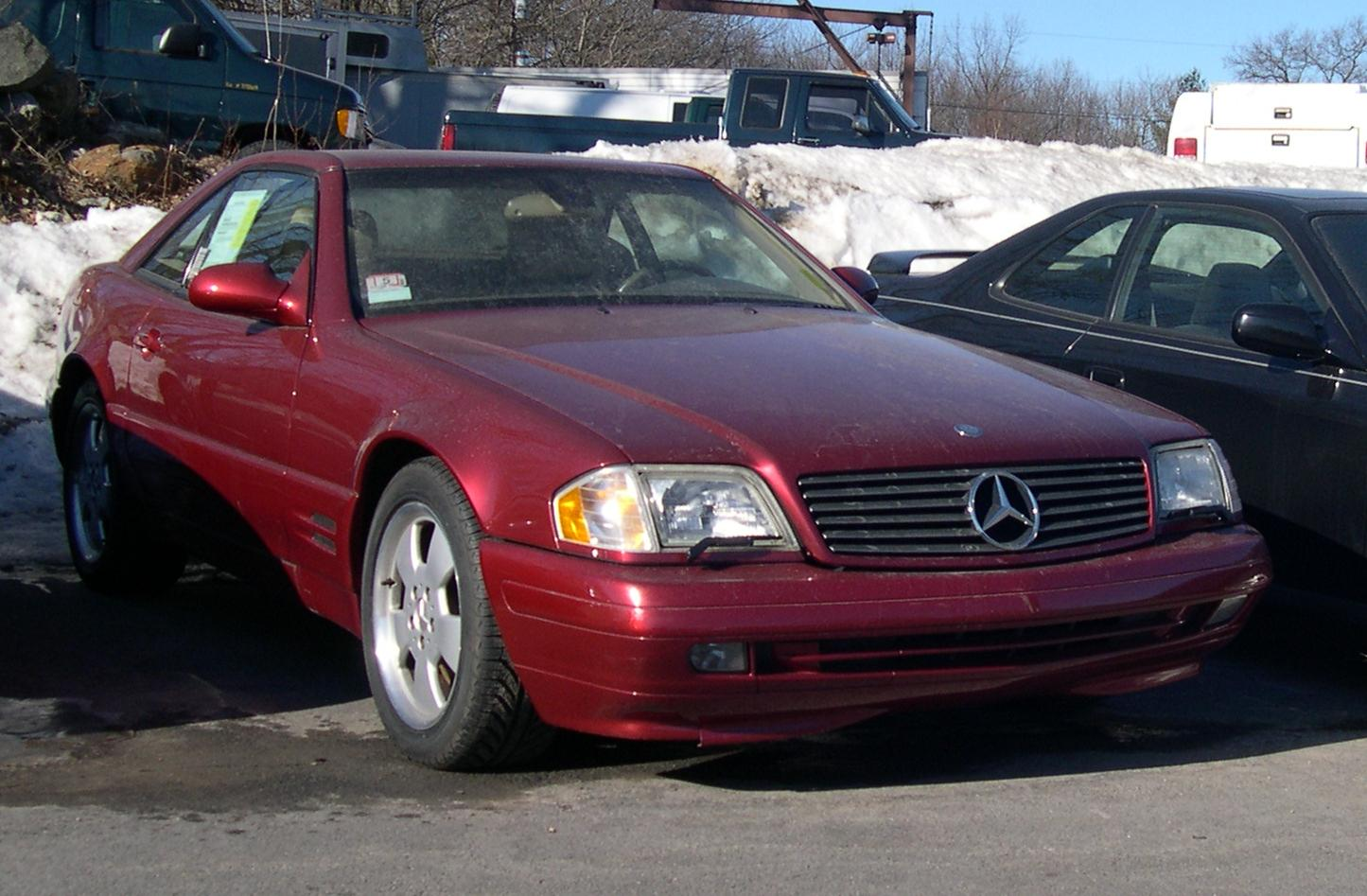
1999 Mercedes-Benz R129 SL500
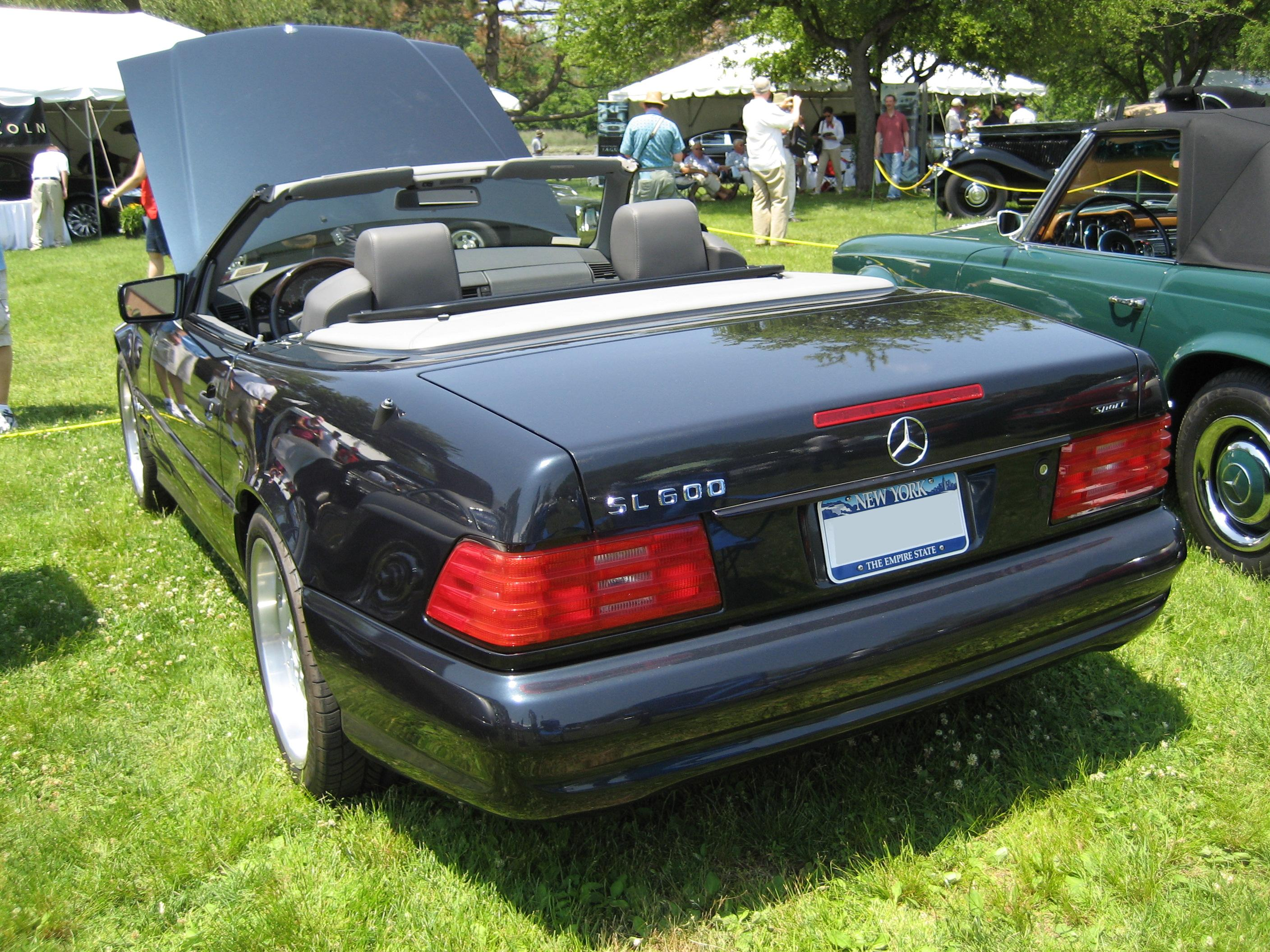
1999 Mercedes-Benz SL600

## Betekenis chassisnummer
WDB1290601F0001
- WDB  = Werk Daimler Benz
- 129  = Type auto
- 060  = Type motor (060 300SL) (061 300SL-24)
- 1    = stuur linker kant
- 2    = stuur rechterkant
- F    = Bremen in Duitsland gebouwd
- 0001 = aantal